# Уральська раса

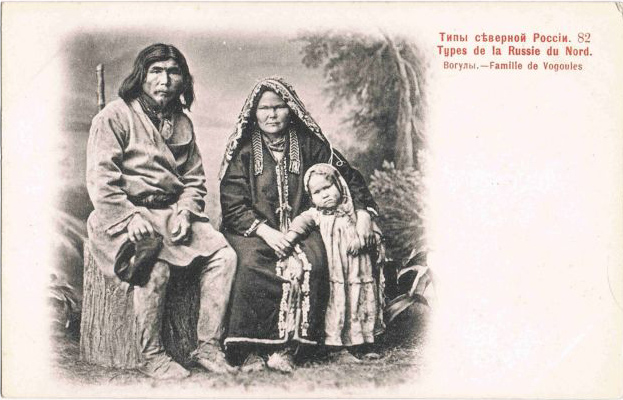
Уральська раса з преваліюванням монголоїдного елементу, народність— Вогули

Уральська раса — антропологічний тип, поширений у північно-східній Європі та азійській частині Сибіру, у регіонах мішаних лісів і частково тундри. Являє собою перехідний тип між європеоїдною та монголоїдною расами.

У ареалі проживання цього антропологічного типу живуть такі народи:
- Надволжя: (татари, удмурти, комі, марійці, мордва, чуваші).
- Західний та Південний Сибір: (ханти, мансі)
- Межуючі з даними регіонами території

## Ознаки
Характерні ознаки: лице низьке, широке, сплощене, скуласте, волосся буває темне і світле — пряме або хвилясте, очі переважно карі, перенісся часто низьке, нерідко зустрічається епікантус, зріст нижче середнього, худорлявої статури з тенденцією до брахіморфності, волосяний покрив обличчя і тіла слабкий. 

## Походження та поширення
На палеолетичному місцезнаходженні Гора Маяк на півночі Самарської області виявлено череп віком близько 11,55 тис. років (калібрована дата), в особливостях якого вчені бачать витоки тої давньої формації, у якій основоположник радянської антропології В. В. Бунак бачив давнє коріння уральської раси.
Найпоширенішою гіпотезою появи уральської раси є версія, яка стверджує про взаємне змішування європеоїдної та монголоїдної рас у процесі взаємної міграції із заходу та сходу відповідно.
На даний час дана антропологічна група поширена у Росії та у межуючих з нею державах.

## Уральська раса у расових класифікаціях
Цей комплекс ознак виділявся з початку XX століття Жозефом Денікером під ім'ям угорсько - єнісейської раси. Радянський антрополог М.М.Чебоксаров класифікував уральську расу як расу другого порядку всередині монголоїдної раси.
Згідно В.В.Бунакову, уральська раса походить від особливої гілки східного расового стовбура, на субстрат якого нашаровувалися міграційної хвилі як європеоїдів, так і класичних сибірських монголоїдів.
У класифікації італійського антрополога Р. Біасути ( «Раси і народи Землі», італ. Le razze ei popoli della terra, 1939; 2-е вид. - 1953-1960 рр.) Уральська раса відноситься до європеоїдної групи праєвропеоїдів поряд з айнської расою.
У підручнику радянських антропологів Я.Я.Рогінського і М.Г.Левіна (1963) займає проміжне положення між європеоїдної і монголоїдної расами. Відомий радянський антрополог В. П. Алексєєв (1974) включав цю расу в азійську (монголоїдної) гілку. У схемі В. В. Бунака (1980) ця раса - єдине відгалуження уральської расової гілки східного расового стовбура. У класифікації А. І. Дубова (1994) уральська раса є метисна.